# Salon de la Rose+Croix

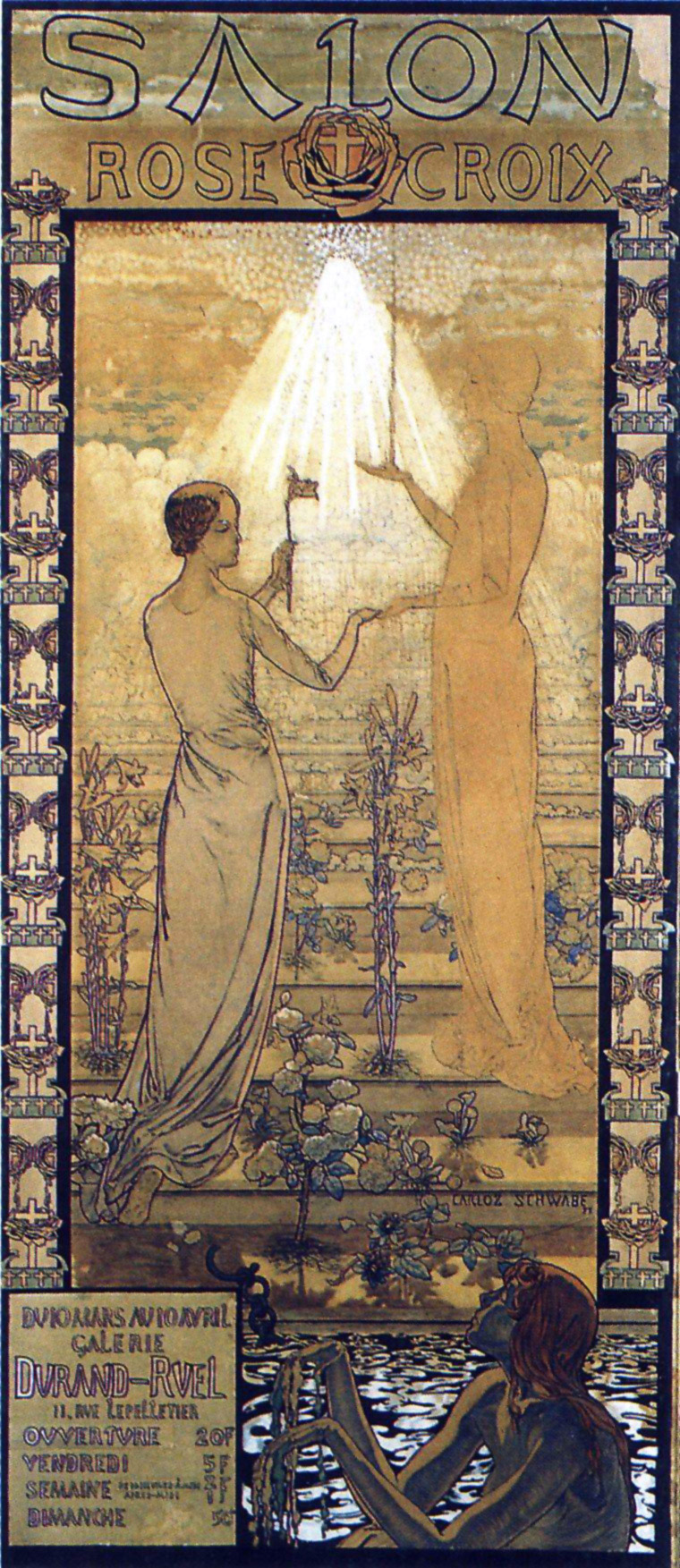
Cartel del Salon de la Rose+Croix de 1892, de Carlos Schwabe, Museu Nacional de Belas Artes, Río de Janeiro

El Salon de la Rose+Croix fue un salón de exposiciones artísticas organizado en París entre 1892 y 1897 por la asociación esotérica Orden de la Rosa-Cruz del Templo y del Grial, liderada por Joséphin Péladan. En sus años de existencia se organizaron diversas exposiciones dedicadas al arte de finales del siglo XIX, especialmente el simbolismo. Algunos de los artistas más vinculados a este salón fueron: Jean Delville, Charles Filiger, Armand Point, Alexandre Séon, Edmond Aman-Jean y Carlos Schwabe.

## Historia
La Orden de los Rosacruz fue una sociedad secreta fundada supuestamente por un místico medieval llamado Christian Rosenkreuz, que habría alcanzado la sabiduría en un viaje a Oriente. En 1612, un manifiesto titulado Fama Fraternitatis y publicado en Kassel conllevó el resurgimiento de esta orden esotérica, que posteriormente se dividió en varias ramas, algunas de ellas ligadas a la francmasonería. En 1888 el marqués Stanislas de Guaita fundó en Francia la Orden Kabalística de la Rosa Cruz, dedicada al estudio de la kábala, la alquimia y el ocultismo en general. Poco después, en 1890, se escindió de la misma la Orden de la Rosa-Cruz del Templo y del Grial, fundada por Joséphin Péladan —que utilizaba el título de Sâr («mago» en caldeo)—, más alejada del esoterismo y cercana a la tradición católica. También conocida como Rosa Cruz Estética, esta nueva orden puso un especial énfasis en el cultivo y difusión del arte. Entre 1892 y 1897 la Orden organizó una serie de salones artísticos —conocidos como Salon de la Rose+Croix— en los que se exponían obras de arte preferentemente de estilo simbolista. Los rosacruces defendían el misticismo, la belleza, el lirismo, la leyenda y la alegoría, y rechazaban el naturalismo, los temas humorísticos y géneros como la pintura de historia, el paisaje o el bodegón.
En 1891 Péladan, el poeta Saint-Pol-Roux y el conde Antoine de la Rochefoucauld publicaron los Mandamientos de los Rosacruces sobre estética, en los que proscribían «toda representación de la vida contemporánea», así como «todo animal doméstico o utilizado para el deporte, las flores, los bodegones, los frutos, los accesorios y otros ejercicios que los pintores tienen la insolencia de exponer». En su lugar, «para favorecer el ideal católico y el misticismo, la Orden acogerá toda obra fundada en la leyenda, el mito, la alegoría, el sueño».
El primer salón tuvo lugar en la Galería Durand-Riel de París del 10 de marzo al 10 de abril de 1892. Participaron artistas como Félix Vallotton, Émile Bernard, Charles Filiger, Armand Point, Edgar Maxence y Alexandre Séon, así como un joven Georges Rouault y el escultor Bourdelle, y artistas extranjeros como Jan Toorop, Ferdinand Hodler y varios miembros del grupo belga Les Vingt, como Xavier Mellery, George Minne y Carlos Schwabe. También hubo representaciones musicales de Richard Wagner, Erik Satie y Giovanni Pierluigi da Palestrina, así como piezas teatrales del propio Péladan. En el catálogo de la exposición se manifestaba querer «destruir el realismo y acercar más el arte a las ideas católicas, al misticismo, la leyenda, el mito, la alegoría y los sueños». Para ello, se inspiraban en la obra de Edgar Allan Poe y Charles Baudelaire, además de las óperas wagnerianas y las leyendas artúricas.

Artista, tú eres rey: el arte es el verdadero reino. Cuando tu mano ha escrito una línea perfecta, los propios querubines bajan del cielo y se miran en ella como en un espejo. Dibujo superespiritualizado, línea llena de alma, forma plena, tú encarnas nuestros sueños.
Joséphin Péladan, manifiesto de la I Exposición de la Rose+Croix.

## Exposiciones
- Premier Salon (1892): Galerie Durand-Ruel (10 de marzo a 10 de abril)
- Deuxième Salon (1893): Palais du Champ-de-Mars (28 de marzo a 30 de abril)
- Troisième Salon (1894): Galerie des artistes contemporains (8 de abril a 7 de mayo)
- Quatrième Salon (1895): Galerie des artistes contemporains (20 de marzo a 20 de abril)
- Cinquième Salon (1896): Salle des arts réunis (25 de abril a ?)
- Sixième Salon (1897): Galerie Georges Petit (5 a 31 de marzo)